# رام شهرستان
رام شهرستان یا ابرشهریار،در کنار روستای تپه آزاد و در سه کیلومتری جنوب شهر زهک و در ۳۳ کیلومتری جنوب شرقی شهر زابل واقع شده و قدمت آن به دوره اشکانی و ساسانیان بازمی‌گردد. 
به گفته استخری، شهر پیشین سیستان در روزگار پیش از اسلام، رام شهرستان بوده، که میان کرمان و سیستان، نزدیک دارک و روبه روی راشک و در سه منزلی کرمان قرار داشته است.

## تاریخچه
«رام شهرستان» سرزمین اولیه سیستان، در محدوده‌ای میان کرمان و سیستان امروزی قرار داشت که به علت تغییر مسیر رود هیرمند و تبدیل این منطقه به بیابان، مردم مجبور به ترک این شهرستان و تأسیس زرنگ شدند. با وجود مدفون شدن رام شهرستان در زیر شن‌های کویر، تا قرن چهارم برخی از ابنیه و خانه‌های آن پابرجا بوده است.
هرتسفلد نیز آثاری از خرابه‌های آن به دست آورد که مهم‌ترین آن سه آتشکده است.